# التضخم المفرط في زيمبابوي

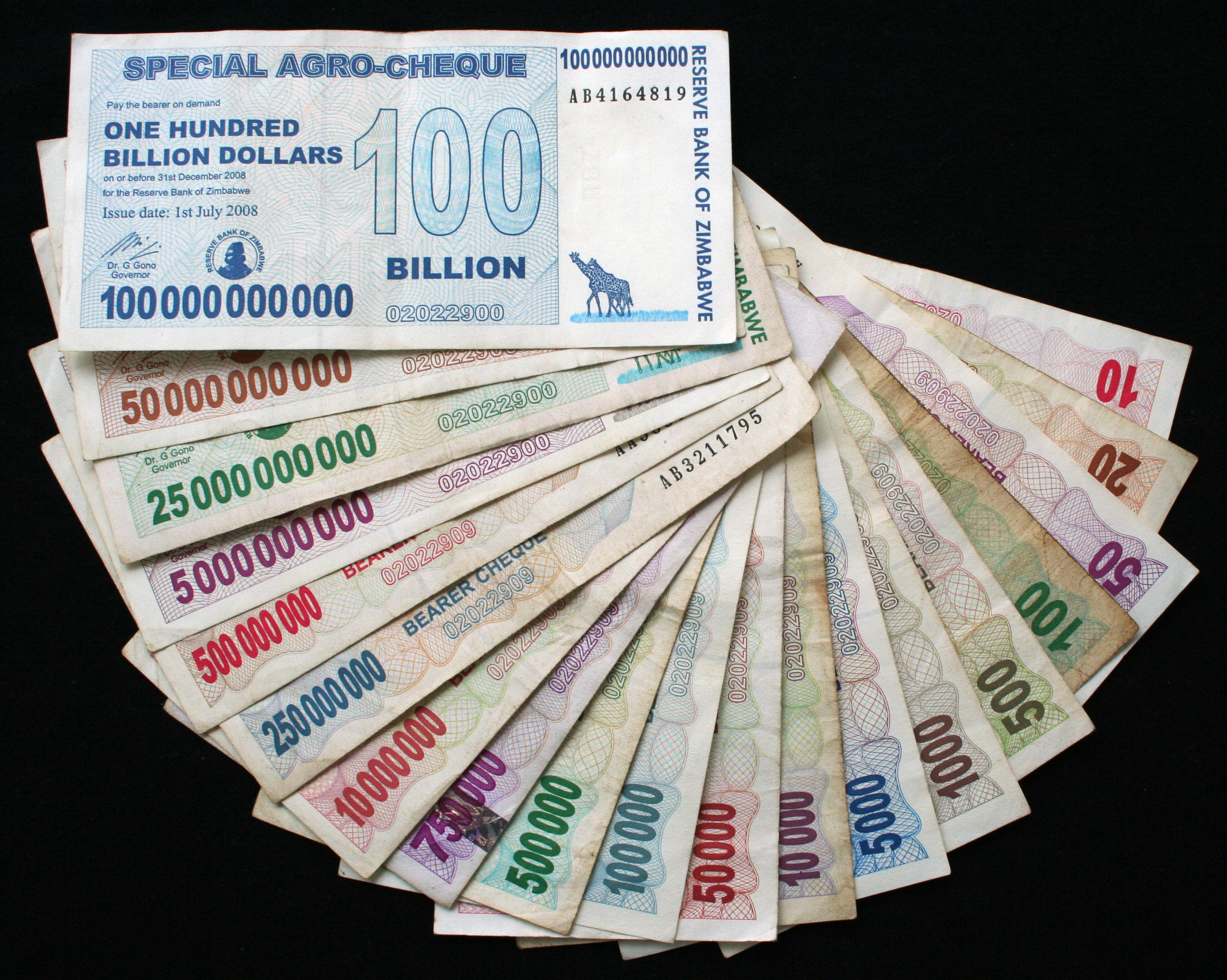
تتراوح قيمة الأوراق النقدية في زيمبابوي بين 10 و 100 مليار دولار في غضون سنة واحدة. حجم العملات هو ما يدل على مدى التضخم المفرط.

التضخم المفرط في زيمبابوي كان فترة من عدم استقرار العملة التي بدأ في أواخر التسعينيات بعد فترة وجيزة من مصادرة المزارع الخاصة من ملاك الأراضي، عند نهاية مشاركة زمبابوي في حرب الكونغو الثانية. خلال ارتفاع التضخم من 2008 إلى 2009، كان من الصعب قياس التضخم الزيمبابوي بسبب توقف حكومة زيمبابوي عن تقديم إحصاءات التضخم الرسمية. بيد ان معدل التضخم في زيمبابوى يقدر ب 79.6 مليار في المائة في منتصف نوفمبر 2008.
وفي عام 2009، توقفت زمبابوي عن طباعة عملتها، واستخدام عملات من بلدان أخرى. وفي منتصف عام 2015، أعلنت زمبابوي عن خطط للتحول بالكامل إلى دولار الولايات المتحدة بحلول نهاية عام 2015.

## السياق التاريخي
وفي 18 أبريل 1980، ولدت جمهورية زيمبابوي من المستعمرة البريطانية السابقة لروديسيا الجنوبية. واستبدل الدولار الروديسي بدولار زيمبابوي بالقيمة الاسمية. وعندما حصلت زمبابوي على الاستقلال، كان الدولار الزيمبابوي أكثر قيمة من الدولار الأمريكي بأسعار الصرف الرسمية، إلا أن هذه القيمة لا تعكس الواقع، وكانت قيمته في السوق السوداء أقل. وقد شهدت زمبابوي في سنواتها الأولى نموا وتطورا قويا. وكان إنتاج القمح في السنوات غير الجفاف أعلى نسبيا مما كان عليه في الماضي. وازدهرت صناعة التبغ أيضا. وكانت المؤشرات الاقتصادية للبلد قوية.
من عام 1991 إلى عام 1996، شرعت حكومة زانو - الجبهة الوطنية الزيمبابوية للرئيس روبرت موغابي في برنامج التكيف الهيكلى الإقتصادى الذي كان له اثار سلبية خطيرة على اقتصاد زيمبابوي. وفي أواخر التسعينات، شرعت الحكومة في إصلاحات الأراضي بهدف طرد ملاك الأراضي البيض ووضع حيازاتهم في أيدي المزارعين السود. ومع ذلك، لم يكن لدى العديد من هؤلاء المزارعين أي خبرة أو تدريب في مجال الزراعة. ومن عام 1999 إلى عام 2009، شهد البلد انخفاضا حادا في إنتاج الأغذية وفي جميع القطاعات الأخرى. كما انهار القطاع المصرفي، حيث لم يتمكن المزارعون من الحصول على قروض لتنمية رأس المال. وانخفضت القدرة الإنتاجية للأغذية بنسبة 45 في المائة، والإنتاج الصناعي 29 في المائة في عام 2005، و 26 في المائة في عام 2006، و 28 في المائة في عام 2007، وارتفعت البطالة إلى 80 في المائة. وانخفض متوسط العمر المتوقع.
وألقى بنك الاحتياطي الزيمبابوي باللوم على العقوبات الاقتصادية التي فرضتها عليه الولايات المتحدة الأمريكية وصندوق النقد الدولي والاتحاد الأوروبي. وحملها مسؤولية التضخم المفرط. أثرت هذه العقوبات على حكومة زيمبابوى، وتجميد الأموال ورفض التأشيرات استهدفت 200 زيمبابوي له ارتباطا وثيق بنظام موجابي. وهناك أيضا قيود على التجارة مع زيمبابوى من قبل كل من الشركات الفردية وكذا مكتب إدارة الأصول الأجنبية بوزارة الخزانة الأمريكية.

## الأسباب

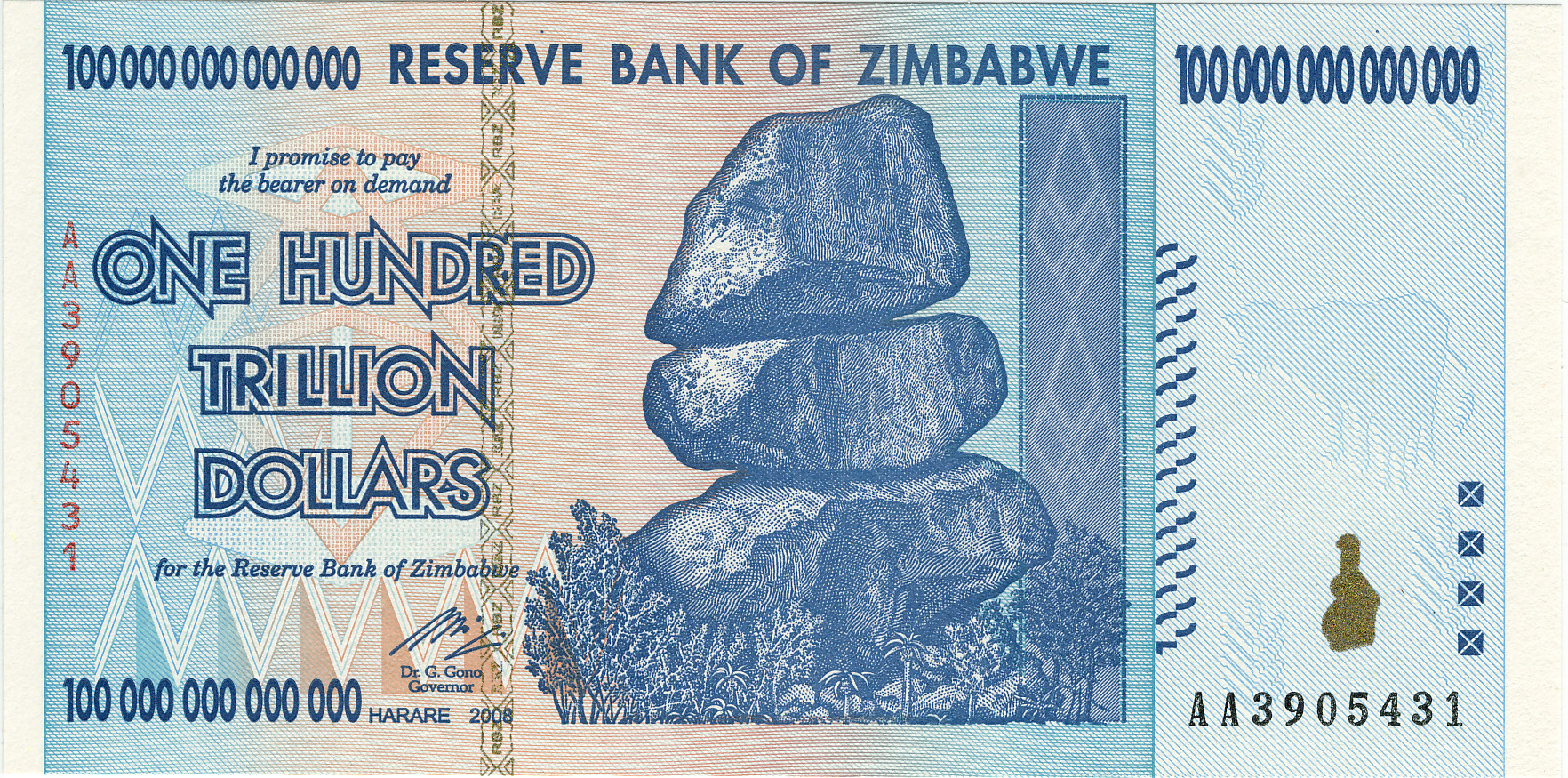
أكبرفئة من الأوراق النقدية في زيمبابوي (100,000,000,000,000 دولار) أي (مئة تريليون دولار)

رأي المدرسة النقدية هو أن الزيادة العامة في أسعار الأشياء هو أقل تعليق على قيمة تلك الأشياء من على قيمة المال. ولهذه عناصر موضوعية وذاتية:
- من الناحية الموضوعية، هذا المال ليس لديه أساس متين لإعطائها قيمة.
- من الناحية الذاتية، الناس الذين يحملون هذا المال لا يتقون في قدرته على الاحتفاظ بقيمته.

من الأمور الحاسمة لكلا العنصرين هو الانضباط على خلق أموال إضافية. بيد ان حكومة موجابى تقوم بطباعة الاموال لتمويل مشاركتها في جمهورية الكونغو الديمقراطية، وفي عام 2000 في حرب الكونغو الثانية، بما في ذلك ارتفاع رواتب الجيش والمسؤولين الحكوميين. وكانت زمبابوي لا تبلغ بشكل كامل عن إنفاقها الحربي لدى صندوق النقد الدولي بنحو 23 مليون دولار في الشهر.
دافع آخر لخلق المال المفرط هو التعامل الذاتي. وتصنف منظمة الشفافية الدولية حكومة زمبابوي رقم 157 من  177 فيما يتعلق بالفساد المؤسسي. وما ينتج عن ذلك من انعدام الثقة في الحكومة يقوض الثقة في المستقبل والإيمان بالعملة.
قد تخلق الخطوات الاقتصادية التي تتخذها الحكومة نقصا وتشغل الاشخاص بالحلول البديلة بدلا من الإنتاجية. على الرغم من أن هذا يضر بالاقتصاد، فإنه لا يقوض بالضرورة قيمة العملة، ولكن قد يضر بالثقة في المستقبل. كما أن انتشار الفقر والعنف، بما في ذلك العنف الحكومي لخنق المعارضة السياسية، يقوض الثقة في المستقبل. أدى الإصلاح الزراعي إلى خفض الإنتاج الزراعي، ولا سيما في مجال التبغ، وهو ما يمثل ثلث حصائل النقد الأجنبي في زمبابوي. كما انخفض التصنيع والتعدين. وكان هناك سبب موضوعي آخر هو أن المزارع تم وضعها في أيدي أشخاص عديمي الخبرة؛ وبصورة ذاتية، أن هذه الخطوة قوضت أمن الممتلكات.
كان عدم الاستقرار الحكومي والاضطرابات المدنية واضحين في مجالات أخرى. قامت القوات الزيمبابوية، التي دربها جنود من كوريا الشمالية، بمذبحة في الثمانينيات في مقاطعتى ماتابيليلاند وميدلاندز الجنوبية، على الرغم من أن حكومة موجابى تشير إلى هجمات العصابات على أهداف مدنية وأهداف حكومية. وقد أدت الصراعات بين الأقلية العرقية في نديبيلي وأغلبية شعب شونا ‏ في موغابي إلى وقوع العديد من الاشتباكات، كما أن هناك اضطرابات بين السود والبيض، نتيجة الإصلاح الزراعي. جانب من جوانب هذا الإصلاح الذي يسعى إلى منع البيض من الملكية التجارية دفع الكثيرين إلى مغادرة البلد.

### الإستدامة
إن انعدام الثقة في الحكومة لممارسة ضبط النفس المالي يغذي نفسه. وفي زمبابوي، لم يؤد إصدار أوراق نقدية من فئات كبيرة أو إصدار أنظمة عملة جديدة إلى توقع أصحاب العملة أن تكون الأموال الجديدة أكثر استقرارا من القديمة. ولم تتضمن سبل الإصلاح التي أعلنتها الحكومة أبدا أي أساس مؤكد للاستقرار النقدي. وهذا، كان أحد أسباب استمرار العملة في فقدان قيمتها، مما تسبب في التضخم المفرط، هو أن الكثير من الناس توقعوا ذلك.

## معدل التضخم
على مدى فترة الخمس سنوات من التضخم المفرط، تذبذب معدل التضخم بشكل كبير. وفي وقت ما، توقع السفير الامريكى لدى زيمبابوى ان يصل إلى 1.5 مليون في المائة. وفي يونيو 2008، بلغ المعدل السنوي لنمو الأسعار 11.2 مليون في المائة. وقد حدث أسوأ تضخم في عام 2008، مما أدى إلى التخلي عن العملة. وقد وعرف ذروته في شهر نوفمبر 2008 حيث بلغ معدله 79,600,000,000٪ شهريا. وأدى ذلك إلى أن دولار أمريكي واحد يعادل المبلغ المذهل البالغ 228 984 226 2 دولارا من دولارات زيمبابوي.

## المعدل الضمني المتبادل القديم
ومع تسارع التضخم المفرط، انخفضت قيمة الدولار الزمبابوي بسرعة مقابل العملات الأخرى، غير أن أسعار الصرف الرسمية التي نشرها مصرف الاحتياطي الزمبابوي لم تحدث بشكل متكرر؛ مما جعل من المستحيل أن نعلم من مصدر رسمي عن قيمة دولار زمبابوي حقا مقابل العملات الأخرى في يوم معين، الأمر الذي أدى بدوره إلى تعطيل المعاملات التجارية الدولية التي تنطوي على دولار زمبابوي. واستحدث موظفو شركة ويم / رويترز وسيلة قياس غير مباشرة أطلق عليها اسم «المعدل الضمني المتبادل القديم» (أومير). وقد أخد ذلك السعر اليومي للأسهم في شركة أولد موتشال للتأمين التي تم تداولها في أسواق لندن وهرارى للأسهم واستمدت منها سعر صرف يومي افتراضي بين الدولار الزيمبابوي والجنيه. وكان للضوابط رقابة صارمة على رأس المال أقل بكثير من النظام المصرفي في زمبابوي، ولذلك استخدمت الأسهم كوسيلة لنقل رأس المال بين العملات عن طريق شراء الأسهم في لندن أو هراري ثم بيعها في الموقع الآخر.
واعتمد معدل الفائدة المتبادلة القديمة على نطاق واسع على معدل مرجعي لتبادل العملات غير الرسمية حتى تدخل البنك الاحتياطي زيمبابوي في مايو 2008 لحظر نقل الأسهم في اولد متشال، أبك والمملكة ميكلز أفريقيا من البلاد، وبالتالي وقف قابليتها.